# 마이클 커다이어
마이클 커다이어(Michael Brent Cuddyer, 1979년 3월 27일 ~)는 미국 프로 야구 뉴욕 메츠의 선수이다.